# Dexter (phim truyền hình)
Dexter là một loạt phim truyền hình Mỹ, kể về Dexter Morgan (Michael C. Hall), một nhân viên phân tích máu làm việc ở Sở cảnh sát Miami và cũng là một kẻ giết người hàng loạt chuyên đi săn lùng bọn tội phạm vượt qua được các kẽ hở của hệ thống pháp luật. Phần đầu tiên của bộ phim xuất phát từ cuốn tiểu thuyết Darkly Dreaming Dexter (2004) của tác giả Jeff Lindsay. Nó được chuyển thể thành phim truyền hình bởi nhà biên kịch James Manos, Jr..
Dexter phát sóng trên Showtime từ ngày 01 tháng 10 năm 2006, đến tháng 22, năm 2013. Bộ phim đã đạt được sự hoan nghênh rộng rãi của khán giả, bao gồm bốn chiến thẳng đề cử Emmy cho loạt phim truyền hình xuất sắc nhất trong bốn phần đầu tiên. Phần 4 phát sóng tập cuối cùng ngày 13 tháng 12 năm 2009, với 2,6 triệu người xem, là tập phim được xem nhiều nhất trên Showtime tại thời điểm đó.
Vào tháng 4 năm 2013, Showtime thông báo Season 8 sẽ là phần cuối cùng của Dexter.

## Tóm tắt nội dung
Mồ côi năm 3 tuổi và bị tổn thương tâm lý nặng nề, Dexter được Harry Morgan - một sĩ quan cảnh sát ở Miami nhận nuôi, ông nhận ra xu hướng sát nhân của Dexter và dạy anh với các quy tắc như chỉ giết những tên tội phạm tàn ác (quấy rối trẻ em, hiếp dâm, giết người, vv) - những kẻ đã lọt qua hệ thống tư pháp. Để thỏa mãn sở thích với máu và tạo điều kiện cho tội ác của mình, Dexter làm việc tại sở cảnh sát Miami với vai trò nhân viên giám định pháp y. Bên cạnh đó đời sống tình cảm của Dexter cũng rất phức tạp và anh phải duy trì sự xuất hiện của mình trong xã hội giống như những người bình thường khác.

### Phần 1
Mất cha mẹ là một ký ức xót xa của Dexter. Khi Dexter và em gái Debra hỏi về cha mẹ ruột của anh, Harry chỉ nói rằng họ đã chết trong một tai nạn. Ngay từ sớm, Dexter đã bắt đầu giết động vật và có anh dấu hiệu không có cảm xúc kết nối với mọi người. Thấy rằng khuynh hướng giết người của cậu bé đang tăng lên và không thể dập tắt, Harry quyết định giúp cậu bé chuyển hóa chúng. Harry dạy Dexter cách che giấu hành động khỏi cảnh sát và nếu anh phải giết ai đó thì chỉ được giết những kẻ xấu. Dexter gọi những hướng dẫn này là "Harry's Code". Con gái của Harry là Debra không biết gì về bản chất thật của anh mình và cũng không biết lý do tại sao cha cô dành rất nhiều thời gian với Dexter.
Theo nguyên tắc chung, Dexter tiêm thuốc mê vào nạn nhận rồi đưa vào một căn phòng đặc biệt được chuẩn bị sẵn để kết liễu họ. Sau khi giết chết nạn nhân, Dexter cắt nạn nhân thành nhiều mảnh nhỏ rồi thả xuống biển để phi tang.
Cuộc sống của Dexter là một bí mật với tất cả mọi người. Để tỏ vẻ bản thân mình giống những người bình thường khác, anh gặp gỡ Rita, một bà mẹ có hai con: Astor và Cody. Tại nơi làm việc, Dexter được xem như một thân thiện, một người bạn của Masuka và Batista. Chỉ riêng Sgt. James Doakes là nghi ngờ về hành vi của Dexter.
Phần đầu tiên bắt đầu với một chuỗi các vụ giết người nhằm vào gái mại dâm do kẻ sát nhân được mệnh danh là "Ice Truck Killer" gây ra. Trong lúc đó em gái của Dexter là Debra đang phấn đấu để được vào tổ điều tra trọng án, cuộc sống của Dexter dần trở nên phức tạp khi Rita bắt đầu quan tâm nhiều hơn đến anh.

### Phần 2
Từ phần này trở đi, bộ phim không còn giống như trong cuốn tiểu thuyết.
Một tháng sau, Dexter đã không thể giết bất cứ ai do Sgt. James Doakes theo dõi và em gái Debra chuyển đến sống cùng anh khi cô đang trong quá trình hồi phục tâm lý. Rita buộc Dexter tham gia vào lớp cai nghiện khi cô nghi ngờ anh là người nghiện ma túy.
Các thợ lặn vô tình phát hiện nhiều túi chứa các mảnh cơ thể nạn nhân của Dexter dưới đáy biển, cảnh sát và cả FBI vào cuộc để điều tra tên thủ phạm được mệnh danh là "Bay Harbor Butcher". Dexter phải tìm cách che dậy, thủ tiêu các chứng cứ dẫn tới mình, tuy nhiên sự nhầm lẫn của cơ quan điều tra đã dẫn tới việc James Doakes bị quy là thủ phạm của các vụ giết người hàng loạt. Doakes sau đó chết trong vụ nổ khí gas do Lila West gây ra. Lila West sau đó đã cố gắng giết Dexter nhưng không thành và đã bị giết bởi Dexter ở Paris.
Ba nhân vật mới xuất hiện trong phần này: Keith Carradine trong vai đặc vụ Frank Lundy - nhân viên FBI đứng đầu cuộc điều tra "Bay Harbor Butcher", JoBeth Williams trong vai Gail - mẹ của Rita, và Jaime Murray trong vai Lila Tournay/West - bạn gái của Dexter ở lớp cai nghiện.
Dexter cũng phát hiện ra rằng cha nuôi của anh là Harry không chết vì bệnh tim mà ông đã tự sát vì không thể sống nổi với con người mình đã tạo ra.

### Phần 3
Trong phần này: lúc đang săn lùng tên tội phạm ma túy "Freebo": Dexter giết chết Oscar Prado để tự vệ và bắt đầu kết bạn với anh trai của Oscar là Miguel Prado (Jimmy Smits). Trong suốt hành trình của phần phim, Dexter đã nghĩ rằng mình sẽ có một người bạn thân, nhưng chuyện không phải như vậy. Sau cùng, Miguel Prado đã chơi xỏ Dexter, điều đó khiến cho hắn phải chịu tội bởi sự phán xét của chính người bạn đồng hành của mình. Rita phát hiện ra rằng cô đã mang thai và thông báo cho Dexter biết. Cô quyết định giữ lại đứa bé dù Dexter có đồng ý hay không. Sau đó Dexter ngỏ lời cầu hôn và một lễ cưới giữa 2 người được tổ chức ở tập cuối. Trong khi đó, Debra điều tra về kẻ giết người hàng loạt được gọi là "Skinner" để phấn đấu lên chức thanh tra.
Ngoài Jimmy Smits, phần thứ ba của Dexter có sự xuất hiện của hai nhân vật: Desmond Harrington vai thanh tra Joey Quinn - cộng sự của Debra khi anh được chuyển từ bộ phận chống ma túy sang tổ trọng án, và Anne Ramsay trong vai Ellen Wolf - một luật sư mà Miguel rất ghét.

### Phần 4
Dexter cố gắng tìm cách xoay xở để cân bằng cuộc sống của mình với công việc, gia đình, sự ra đời của con trai anh, và các hoạt động "ngoại khóa" của anh. Cuộc hôn nhân của họ đã có những lúc trở nên đáng lo ngại. Cùng lúc đó, Debra Morgan đã tiến hành công cuộc điều tra về quá khứ cửa người bố mình.
John Lithgow là diễn viên mới xuất hiện trong phần này trong vai "Trinity Killer" (Arthur Mitchell) - một tên giết người hàng loạt nguy hiểm, Keith Carradine trở lại trong vai đặc vụ FBI Lundy để truy tìm "Trinity Killer".

### Phần 5
Dexter bị suy sụp sau cái chết của Rita ở cuối phần 4, anh cảm thấy tội lỗi khi không thể bảo vệ Rita khỏi "Trinity Killer". Thanh tra Quinn nghi ngờ Dexter có liên qua đến cái chết của người vợ và bắt đầu điều tra về anh.
Dexter gặp được Lumen Pierce (Julia Stiles thủ vai) người bị giam cầm và giúp Lumen trả thù những kẻ xấu đã hãm hại cô - một nhóm người bắt cóc, hãm hiếp, tra tấn phụ nữ.

### Phần 6
María LaGuerta được lên chức đại úy khi ra điều kiện với Matthews vì có liên quan đến gái mại dâm. Matthews sau đó đưa Debra lên vị trí trung úy - đội trưởng đội điều tra án mạng để trả đũa LaGuerta.
Quinn cầu hôn Debra nhưng cô từ chối, khiến Quinn trở nên buồn chán, sa đà vào rượu bia và lơ đãng công việc.
Phần này có hai nhân vật phản diện chính là Killers Doomsday, giáo sư James Gellar (Edward James Olmos) và học trò của ông Travis Marshall (Colin Hanks) - người tìm cách kết thúc thế giới qua các vụ giết người dựa trên Sách Khải Huyền. Ngoài ra còn có sự xuất hiện của 2 nhân vật mới là Mike Anderson (Billy Brown) - người mới được điều đến tổ điều tra án mạng, Jamie (Aimee Garcia) - em gái của Batista và là người trông trẻ cho Dexter.

### Phần 7
Sau khi chứng kiến Dexter giết Travis Marshall ở cuối phần 6, Debra bị sốc nhưng vẫn miễn cưỡng giúp anh che đậy vụ giết người bằng cách đốt cháy nhà thờ. Sau đó Debra cũng biết được con người thật của Dexter.
Phần này có thêm sự xuất hiện của nhân vật Isaak Sirko (Ray Stevenson) - ông trùm người Ukraine đến Miami để trả thù kẻ đã giết một cộng sự của ông, Hannah McKay (Yvonne Strahovski) - một quả phụ, sau này trở thành người yêu mới của Dexter. Trong lúc đó, LaGuerta cũng đang điều tra về một tiêu bản máu mà Dexter vô tình đánh rơi tại hiện trường vụ án Travis Marshall. Sau đó LaGuerta điều tra ra Dexter là thủ phạm vụ "Bay Harbor Butcher" và anh nhận ra rằng cách duy nhất để giữ bí mật là phải giết LaGuerta. Debra phát hiện ra việc làm của Dexter nhưng cô vẫn quyết định bắn chết LaGuerta để bảo vệ anh trai mình.

### Phần 8
Phần thứ tám khởi chiếu vào ngày 30 tháng 6, năm 2013 là phần cuối cùng của series Dexter.
Sáu khi gây ra cái chết của LaGuerta, Debra cảm thấy tội lỗi và bị khủng hoảng tâm lý, cô rời khỏi sở cảnh sát Miami và chuyển đến một công ty điều tra tư nhân. Batista trở thành trung úy - đội trưởng tổ điều tra án mạng. Tiến sĩ tâm thần học Evelyn Vogel (Charlotte Rampling) đến sở cảnh sát Miami để trợ giúp điều tra về một tên giết người hàng loạt mới là "Brain Surgeon". Vogel tiết lộ với Dexter rằng bà biết "Harry's Code", bà chính là người đã trợ giúp Harry tạo nên Dexter. Dexter đồng ý truy lùng những kẻ tình nghi trong danh sách của Vogel trong lúc bà cố gắng chữa trị tâm lý cho Debra.
Hannah McKay trở lại dưới một thân phận mới - vợ của triệu phú Miles Castner, Hannah thú nhận với Dexter rằng cô ấy quay trở lại để nhờ anh giết Miles vì Miles luôn giám sát và quản chế cô rất chặt chẽ. Debra cố gắng để bắt giữ Hannah, nhưng sau đó Debra đã từ bỏ khi Hannah thuyết phục rằng cô thật sự yêu Dexter. Tuy nhiên hai thám tử Elways và Clayton cũng đã vào cuộc để truy tìm Hannah.
Sau đó Dexter điều tra ra "Brain Surgeon" chính là Oliver Saxon - con trai của Vogel, anh lên kế hoạch sau khi giết được Saxon sẽ cùng Hannah và con trai Harrison chuyển đến Argentina sống một cuộc đời mới. Sau đó Dexter bắt được Saxon, nhưng nhận ra rằng anh không còn ham muốn giết người nhờ vào mối quan hệ với Hannah. Thay vì giết chết Saxon, Dexter gọi Debra đến bắt giữ hắn nhưng Clayton bám theo Debra và vô tình giải cứu cho Saxon. Saxon giết Clayton ngay sau đó và trốn thoát sau khi bắn Debra.
Tại sân bay lúc này Elways đang săn lùng Hannah, sau một hồi thì cô cũng trốn thoát được cùng với Harrison tới Argentina.
Saxon tới bệnh viện với ý định giết Debra nhưng cảnh sát đã ngăn chặn và bắt giữ được hắn. Sau khi phẫu thuật, Debra bị đột quỵ do biến chứng từ một khối máu đông, khiến não của cô bị chết. Dexter quay lại trả thù Saxon bằng cách đâm thủng động mạch cổ của hắn với một cây bút, sau đó anh quay lại bệnh viện tắt máy trợ thở cho Debra rồi đem cơ thể cô thả xuống biển. Dexter lái thuyền của mình lao vào cơn bão, anh làm giả cái chết của mình rồi chuyển đến Oregon sống bằng nghề lái xe tải.

## Sản xuất
Dù bối cảnh bộ phim là tại Miami, Florida, nhiều cảnh bên ngoài được quay tại Long Beach, California. Nhiều tòa nhà và địa điểm ở Long Beach là đặc trưng trong suốt series. Cảnh sân bay trong tập cuối cùng diễn ra tại sân bay quốc tế Ontario, California.

### Sự cố
Michael C. Hall được chẩn đoán bị u lympho Hodgkin trong khi quay phần 4 của phim. Anh phải tạm ngừng việc đóng phim để đối phó với các vấn đề sức khỏe. Sau khi tuyên bố bị ung thư, anh lại tiếp tục trở lại quay phim.

## Diễn viên
| Dexter Morgan       | Michael C. Hall    | Chính   | Chính   | Chính | Chính   | Chính   | Chính   | Chính   | Chính |       |       |
| Debra Morgan        | Jennifer Carpenter | Chính   | Chính   | Chính | Chính   | Chính   | Chính   | Chính   | Chính |       |       |
| Angel Batista       | David Zayas        | Chính   | Chính   | Chính | Chính   | Chính   | Chính   | Chính   | Chính |       |       |
| Harry Morgan        | James Remar        | Chính   | Chính   | Chính | Chính   | Chính   | Chính   | Chính   | Chính |       |       |
| Vince Masuka        | C.S. Lee           | Chính   | Chính   | Chính | Chính   | Chính   | Chính   | Chính   | Chính |       |       |
| María LaGuerta      | Lauren Vélez       | Chính   | Chính   | Chính | Chính   | Chính   | Chính   | Chính   |       |       |       |
| James Doakes        | Erik King          | Chính   | Chính   |       |         |         |         | Phụ     |       |       |       |
| Rita Bennett/Morgan | Julie Benz         | Chính   | Chính   | Chính | Chính   | Phụ     |         |         |       |       |       |
| Thomas Matthews     | Geoff Pierson      | Định kỳ | Định kỳ |       | Định kỳ | Định kỳ | Định kỳ | Định kỳ | Chính |       |       |
| Joey Quinn          | Desmond Harrington |         |         | Chính | Chính   | Chính   | Chính   | Chính   | Chính | Chính | Chính |
| Jamie Batista       | Aimee Garcia       |         |         |       |         |         | Định kỳ | Định kỳ | Chính |       |       |